# Krasnobród
Krasnobródⓘ é um município no leste da Polônia. Pertence à voivodia de Lublin, no condado de Zamość. É a sede da comuna urbano-rural de Krasnobród, localizado no rio Wieprz, no Parque paisagístico de Krasnobród. Estende-se por uma área de 7,0 km², com 3 067 habitantes, segundo o censo de 31 de dezembro de 2021, com uma densidade populacional de 438,1 hab./km².
Historicamente, está situado na antiga Terra de Chełm. Uma cidade nobre privada fundada em 1572, esteve localizada, no século XVI, na voivodia da Rutênia.
Teve os direitos de cidade até 1869 e restaurado em 30 de dezembro de 1994.
Nos anos 1975−1998, a cidade pertenceu administrativamente à voivodia de Zamość.

## História
Os primeiros proprietários conhecidos de Krasnobród foram a família Lipscy. Ao longo dos séculos, os proprietários da vila mudaram: Leszczyński, Zamoyscy, Tarnowscy, Jackowski e, a partir de 1880, Fudakowski. Devido à grande distância das principais rotas comerciais e ter solos arenosos e inférteis, nunca foi um grande e rico centro urbano.
Até a Segunda Guerra Mundial, a estrutura étnica e religiosa da cidade era diversa. Na segunda metade do século XIX, a comunidade era composta principalmente por poloneses (católicos) e judeus, que começaram a se instalar na segunda metade do século XVI. Uma pequena porcentagem da população da cidade e cidades vizinhas eram de rutenos.
A paróquia católica foi erguida provavelmente na segunda metade do século XVI. Em 1595, a igreja paroquial foi tomada pelos calvinistas como resultado da conversão dos proprietários da cidade, os Leszczyńskis, a esta denominação. Em 1647, a cidade passou a ser propriedade da família Zamoyski e a situação religiosa mudou. No local das aparições da Mãe de Deus, nos anos 1648–1664, foi erguida uma igreja. Em 23 de novembro de 1664, Jan Zamoyski, o voivoda de Sandomierz, emitiu um documento que serviu de base para a fundação de um mosteiro dominicano em Krasnobród.
A cidade sofreu muito durante a Revolta de Khmelnitski. Na segunda metade do século XVII, Krasnobród foi várias vezes saqueada pelos tártaros. Durante uma das invasões, a cidade foi incendiada e com ela a igreja de madeira. Em 1763, o rei Augusto III concedeu novamente os direitos de cidade a Krasnobród.
Como resultado da primeira partição da Polônia em 1772, Krasnobród tornou-se parte do domínio austríaco e, em 1809, do departamento de Lublin do Ducado de Varsóvia. Após o Congresso de Viena, passou a fazer parte do Distrito de Zamość da Polônia do Congresso.
Em 24 de março de 1863, uma batalha entre as tropas de Marcin Borelowski e o exército russo do major Ogalina ocorreu perto da cidade. Este fato é comemorado pelo Monumento aos Insurgentes de Janeiro, localizado no cemitério local. Krasnobród perdeu seus privilégios de cidade por participar do levante.

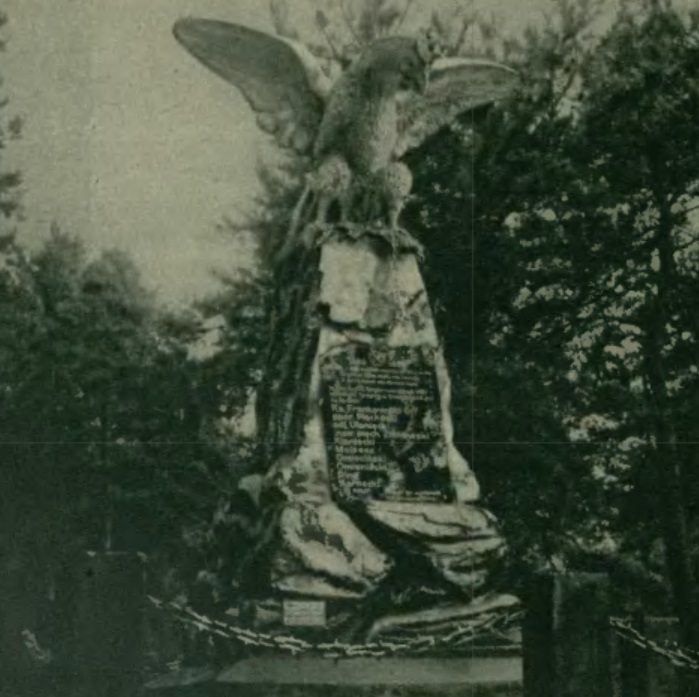
Monumento aos Insurgentes de Janeiro de 1863

Na virada dos séculos XVIII e XIX, Krasnobród tornou-se um centro de cerâmica e fabricação de móveis. Telhas, porcelanatos, palitos de fósforo e os chamados “Baús de Krasnobród”. No final do século XIX, Krasnobród ficou conhecida por ter um dos primeiros sanatórios antituberculose da Europa, fundado pelo Dr. Alfred Rose, onde a tuberculose era tratada com kumis, mas a falta de boas conexões de transporte contribuiu para o colapso da instalação.
Durante a Primeira Guerra Mundial, em junho de 1915, russos e austríacos lutaram aqui. Os soldados mortos descansam no cemitério local.
Na Campanha de Setembro, foi o local das escaramuças dos exércitos poloneses em retirada com os alemães. Há 500 soldados poloneses mortos no cemitério local. Os edifícios do mosteiro abrigavam um hospital para soldados poloneses e alemães. Em 23 de setembro de 1939, ocorreu aqui a carga do 25.º Regimento de Lanceiros da Grande Polônia do tenente-coronel Stachlewski, que travou uma batalha vitoriosa com a cavalaria alemã perto da capela “Na Wodzie”, tomando a cidade (provavelmente a arena da última batalha entre tropas a cavalo na história da Segunda Guerra Mundial). Por algum tempo, Krasnobród foi ocupada pelo exército soviético.
Durante a ocupação, a área foi palco de atividades das unidades partidárias do Exército da Pátria e dos Batalhões de Fazendeiros. Havia também um ramo da Guarda Popular Kotowski, consistindo principalmente de soldados soviéticos que escaparam de campos de prisioneiros de guerra. A unidade foi comandada por Mikhail Atamanov,  pseudônimo "Miszka Tatar". Em 16 de maio de 1943, esta unidade atacou a serraria em Krasnobród e destruiu a estação ferroviária. Krasnobród foi pacificada em fevereiro e março de 1943 e seus moradores poloneses reassentados pelos alemães em 5 de julho de 1943. A população judaica local foi assassinada em 1942 ou havia fugido para a União Soviética anteriormente. Krasnobród foi capturada pelo Exército Vermelho em 22 de julho de 1944.
Como resultado dos danos da guerra e do desenvolvimento da civilização, o antigo traçado urbano da cidade com edifícios de madeira não foi preservado (as arcadas eram características).

## Demografia
Conforme os dados do Escritório Central de Estatística da Polônia (GUS) de 31 de dezembro de 2022, Krasnobród é uma cidade muito pequena com uma população de 2 999 habitantes (32.º lugar na voivodia de Lublin e 731.º na Polônia), tem uma área de 7,0 km² (42.º lugar na voivodia de Lublin e 736.º lugar na Polônia) e uma densidade populacional de 429 hab./km² (26.º lugar na voivodia de Lublin e 635.º lugar na Polônia). Nos anos 2002–2021, o número de habitantes aumentou 1,7%.
Os habitantes de Krasnobród constituem cerca de 2,87% da população do condado de Zamość, constituindo 0,15% da população da voivodia de Lublin.
| Descrição                         | Total      | Total   | Mulheres   | Mulheres | Homens     | Homens  |
| --------------------------------- | ---------- | ------- | ---------- | -------- | ---------- | ------- |
| unidade                           | habitantes | %       | habitantes | %        | habitantes | %       |
| população                         | 2 999      | 100     | 1 543      | 51,5     | 1 524      | 48,5    |
| superfície                        | 7,0 km²    | 7,0 km² | 7,0 km²    | 7,0 km²  | 7,0 km²    | 7,0 km² |
| densidade populacional (hab./km²) | 429        | 429     | 220,9      | 220,9    | 208,1      | 208,1   |

## Comunidades religiosas

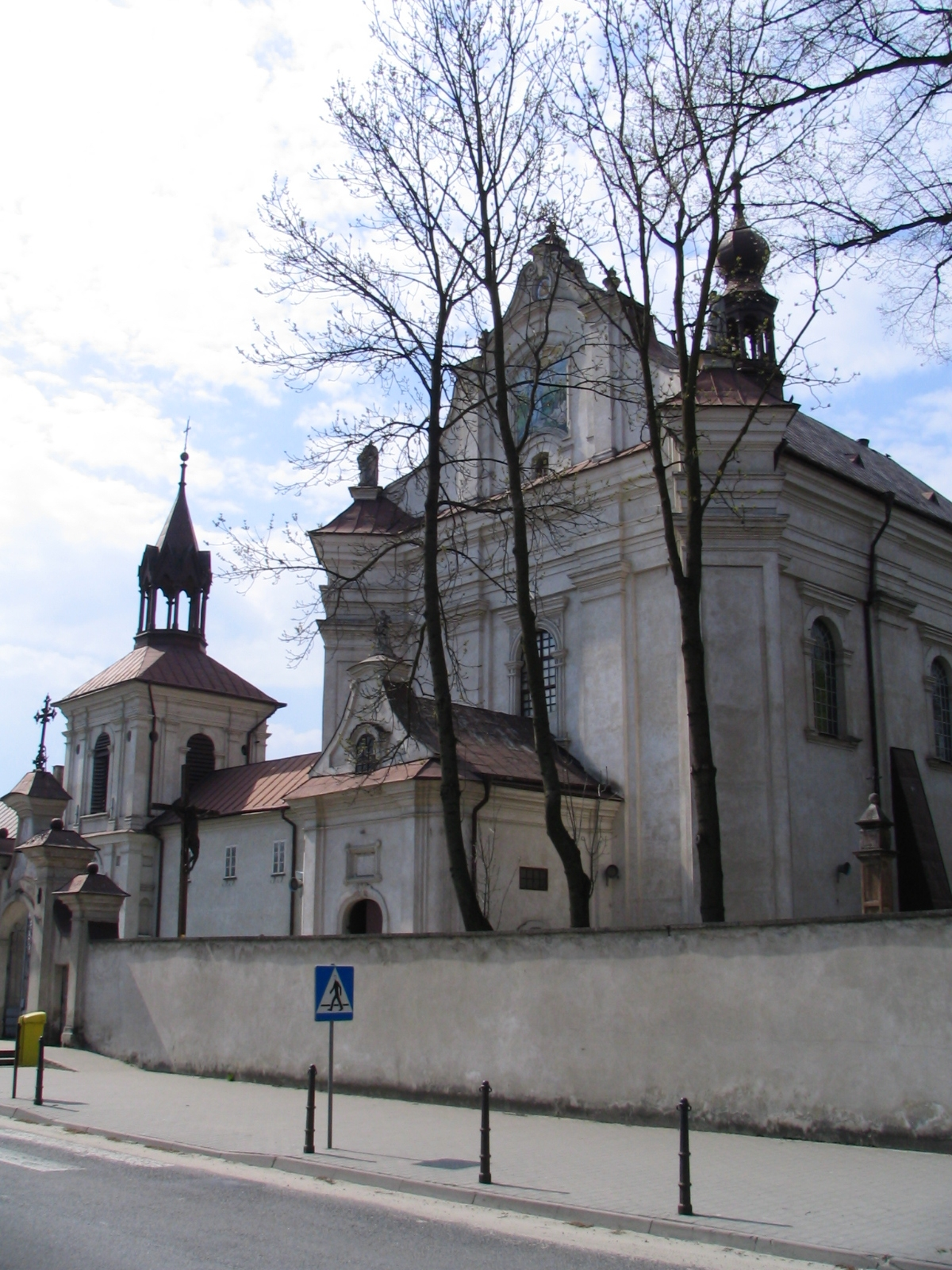
Igreja da Visitação da Bem-Aventurada Virgem Maria

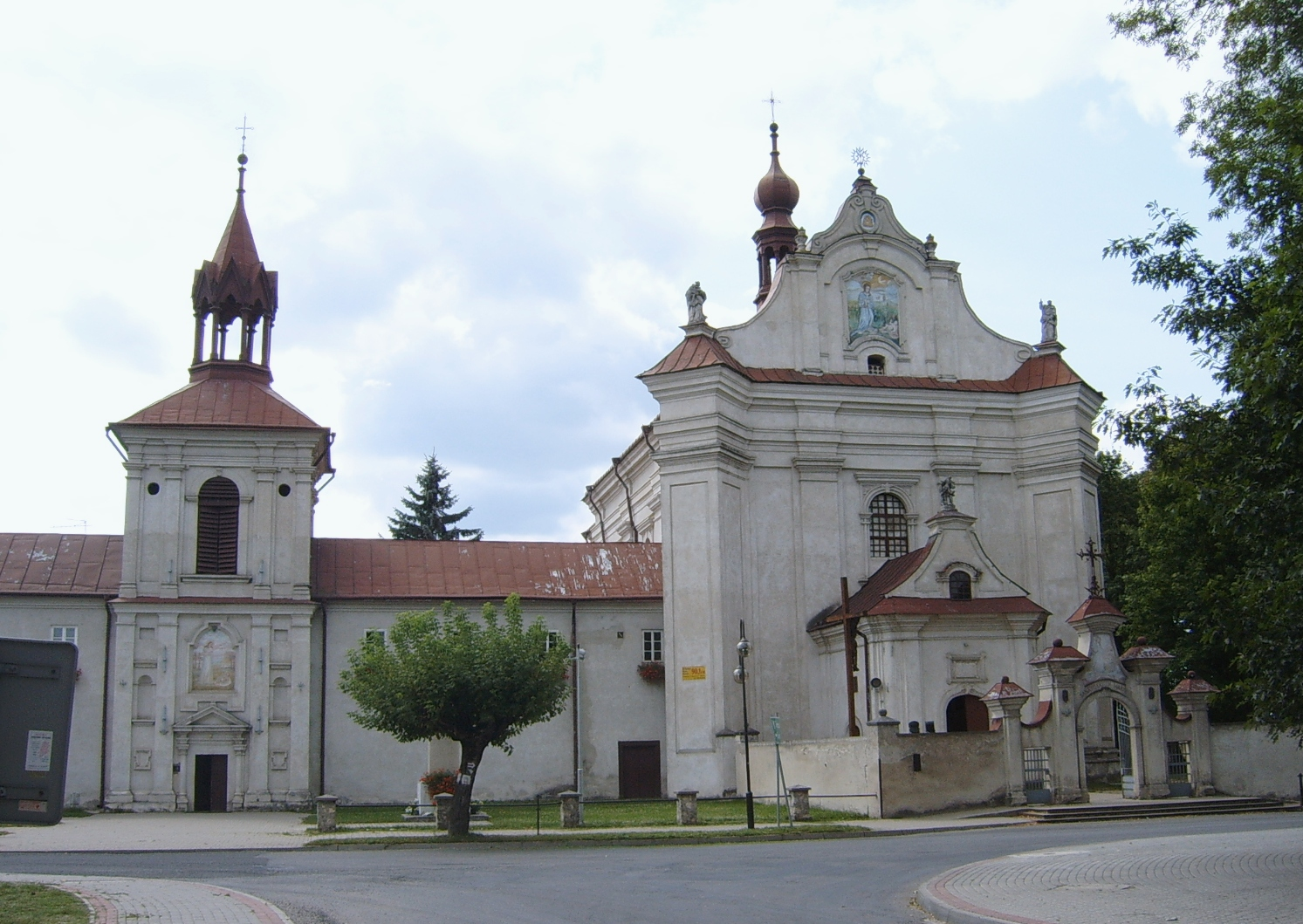
Igreja e mosteiro

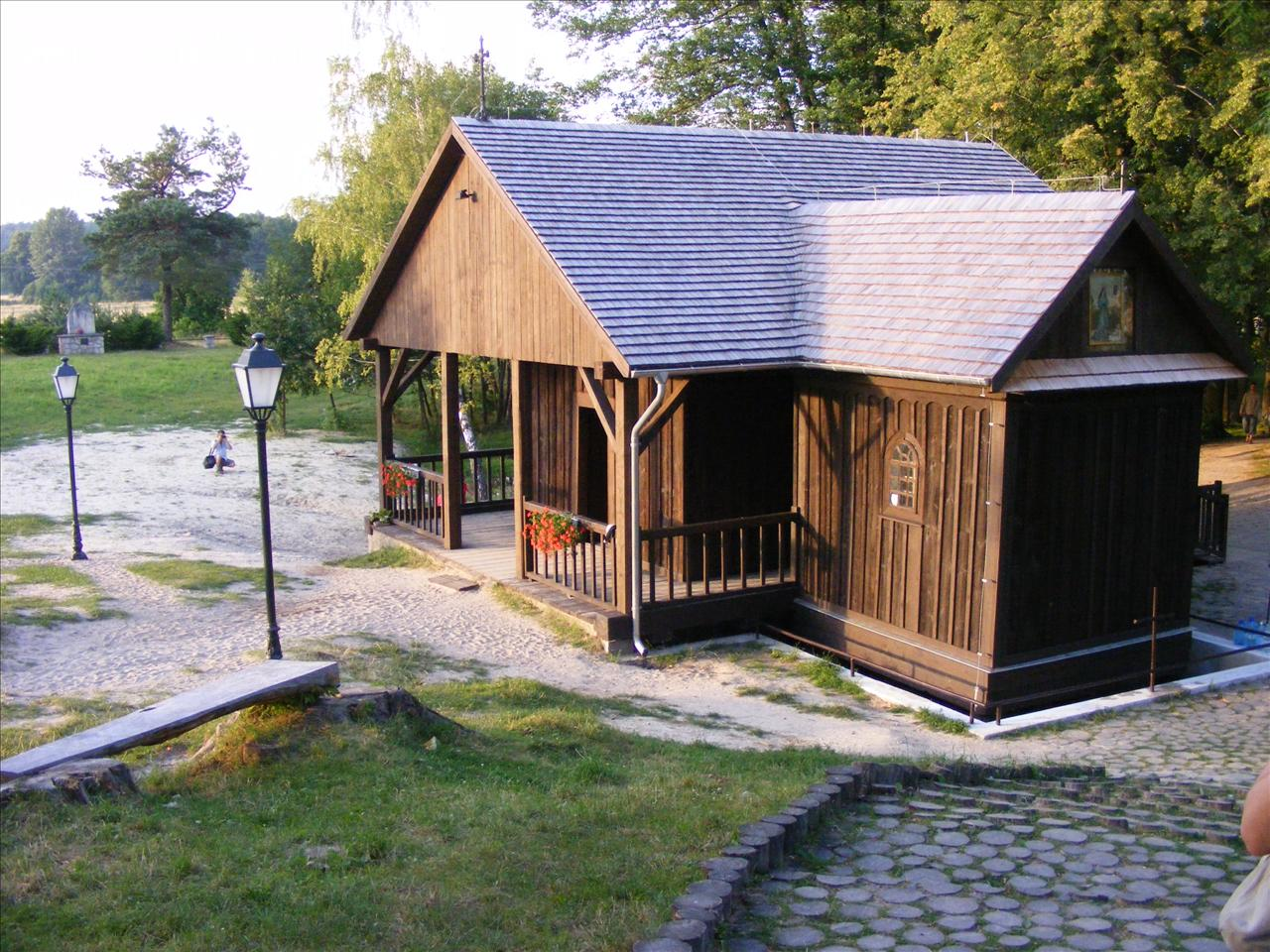
Capela “Na Wodzie”

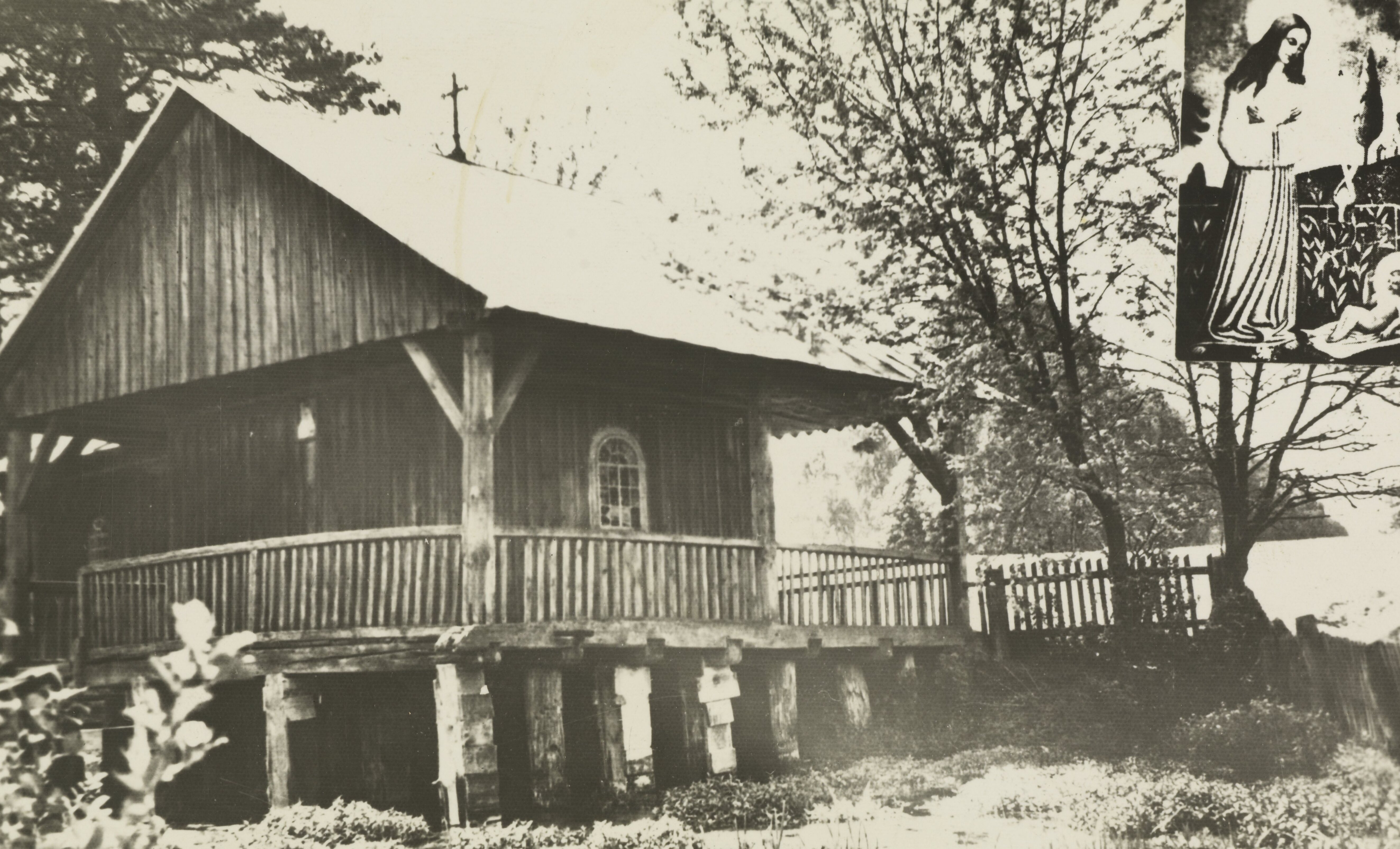
Capela “Na Wodzie” antes de 1939

Em Krasnobród, a maioria dos habitantes são católicos; existem duas paróquias:
- Paróquia da Visitação da Bem-Aventurada Virgem Maria[14]
- Paróquia de Pentecostes[15]

No final do século XVI e na primeira metade do século XVII, uma igreja calvinista funcionou em Krasnobród (até sínodos foram realizados aqui em 1595, 1638, 1642 e 1647). A área da comuna era anteriormente habitada por uniatas (antes da conclusão da União de Brest, eram crentes ortodoxos), que tinham seus próprios templos. Após a dissolução da União, foram fundadas paróquias ortodoxas, obrigando os greco-católicos a voltarem a esta denominação. Os ortodoxos habitaram esta área principalmente até a Primeira Guerra Mundial (a igreja em Krasnobród foi demolida). No entanto, até a Segunda Guerra Mundial, a cidade foi dominada por judeus (a sinagoga e o cemitério foram destruídos, mas o antigo prédio do mikvá permaneceu).
Krasnobród é um centro supra-regional de culto religioso. Na parte oriental da cidade, em Podklasztorze, existe um complexo de mosteiros dominicanos barrocos. Os edifícios do mosteiro abrigam o Museu da Vila de Krasnobród, onde estão reunidas exposições que refletem artesanatos como: cerâmica, telha e fabricação de móveis (fabricação de baús de Krasnobród).
Igreja da Visitação da Bem-Aventurada Virgem Maria, construída nos anos 1690–1699, com o mosteiro, foi fundada por Marysieńka Sobieska como uma oferta votiva de gratidão pela cura recebida. No interior da igreja encontram-se, entre outros: a pia batismal do século XVIII, um púlpito barroco em forma de vaso e o altar-mor executado por Jan Maucher nos anos 1774–1776. A igreja é um conhecido centro de culto mariano há 300 anos, visitado por inúmeros peregrinos. A pintura de Nossa Senhora de Krasnobród goza de especial veneração. Os concertos internacionais de órgão de verão no Santuário Mariano tornaram-se uma tradição.
Existem também pequenos santuários de madeira, como a “capela na água” perto da igreja da Visitação da Bem-Aventurada Virgem Maria, onde corre uma água famosa por suas propriedades curativas, e a capela de São Roque, cercada por florestas da Reserva Natural de São Roque no Parque paisagístico Krasnobrodzki, que cobre os arredores da cidade.
Grandes cerimônias religiosas: indulgência de Nossa Senhora das Bagas (1 e 2 de julho), Nossa Senhora de Zielna (15 de agosto), São Roque (primeiro domingo depois de 15 de agosto), Nossa Senhora de Siewna (8 de setembro), Nossa Senhora do Rosário (primeiro domingo de outubro) e Festival diocesano da colheita (setembro).

## Esportes
Em Krasnobród existe o Clube Esportivo Municipal e Comunitário Igros Krasnobród − um clube de futebol amador fundado em 1966. Atualmente, a equipe sênior joga na IV liga (grupo Lublin). Igros joga no Estádio Municipal de Krasnobród, com capacidade para 2 000 espectadores, localizado na rua Wczasowa.

## Atrações turísticas

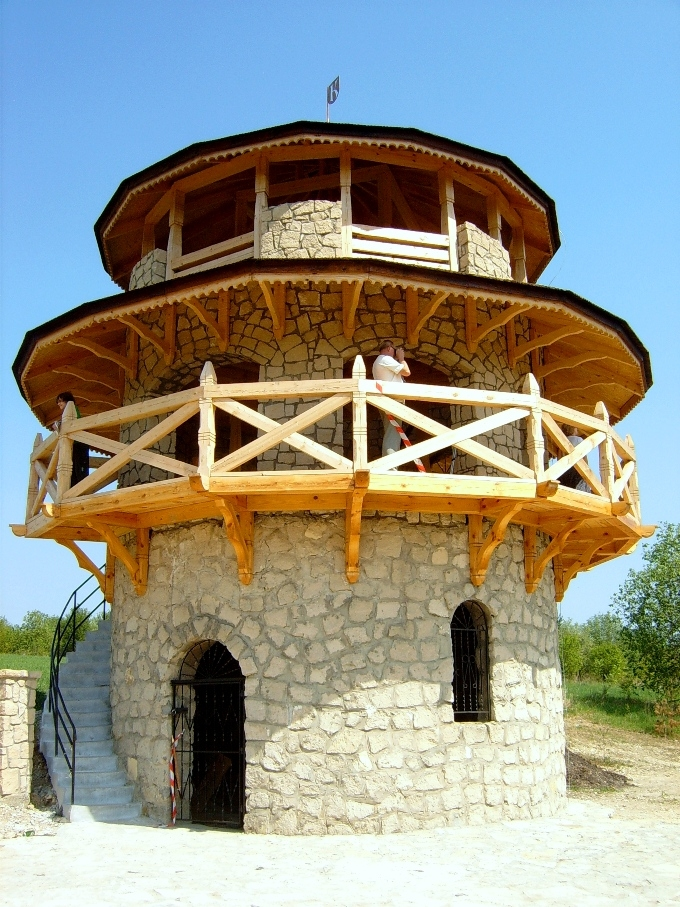
Torre de observação

Krasnobród é um centro de serviço local, estância termal e popular centro turístico e de lazer na Roztocze Central, uma região densamente florestada de grande atratividade turística. No verão, a forma mais popular de recreação é tomar sol e nadar no reservatório localizado no rio Wieprz.
Um ponto de vista atraente na cidade é uma pedreira bastante alta, ao norte da lagoa, onde recentemente foi localizada uma pequena torre (torre da cerca).
Entre os monumentos está o Palácio Leszczyński do século XVII-XIX. Existe um Sanatório Público Independente de Reabilitação para Crianças (distrito de Podzamek), a única instituição desse tipo para crianças na voivodia de Lublin, onde são tratadas doenças ortopédicas e traumáticas, doenças do sistema nervoso, incluindo paralisia cerebral e doenças neurológicas com quadro clínico semelhante, doenças reumatológicas, doenças do trato respiratório inferior e superior, doenças do sistema músculo-esquelético e do sistema neuromuscular, bem como obesidade.
- Igreja barroca da Visitação da Bem-Aventurada Virgem Maria
- Antigo mosteiro dominicano
- Museu de Arte Sacra[20]
- Museu das Coroas da Colheita[21]
- Aviário
- Palácio Leszczynski
- Pedreira com uma torre de observação
- Antigo cemitério judeu[22]
- Novo cemitério judeu[23]
- Capelas “Na Wodzie” e de São Roque
- Reserva Natural de São Roque[24]
- Arborismo

## Galeria

Edifícios sagrados e atrações de Krasnobród
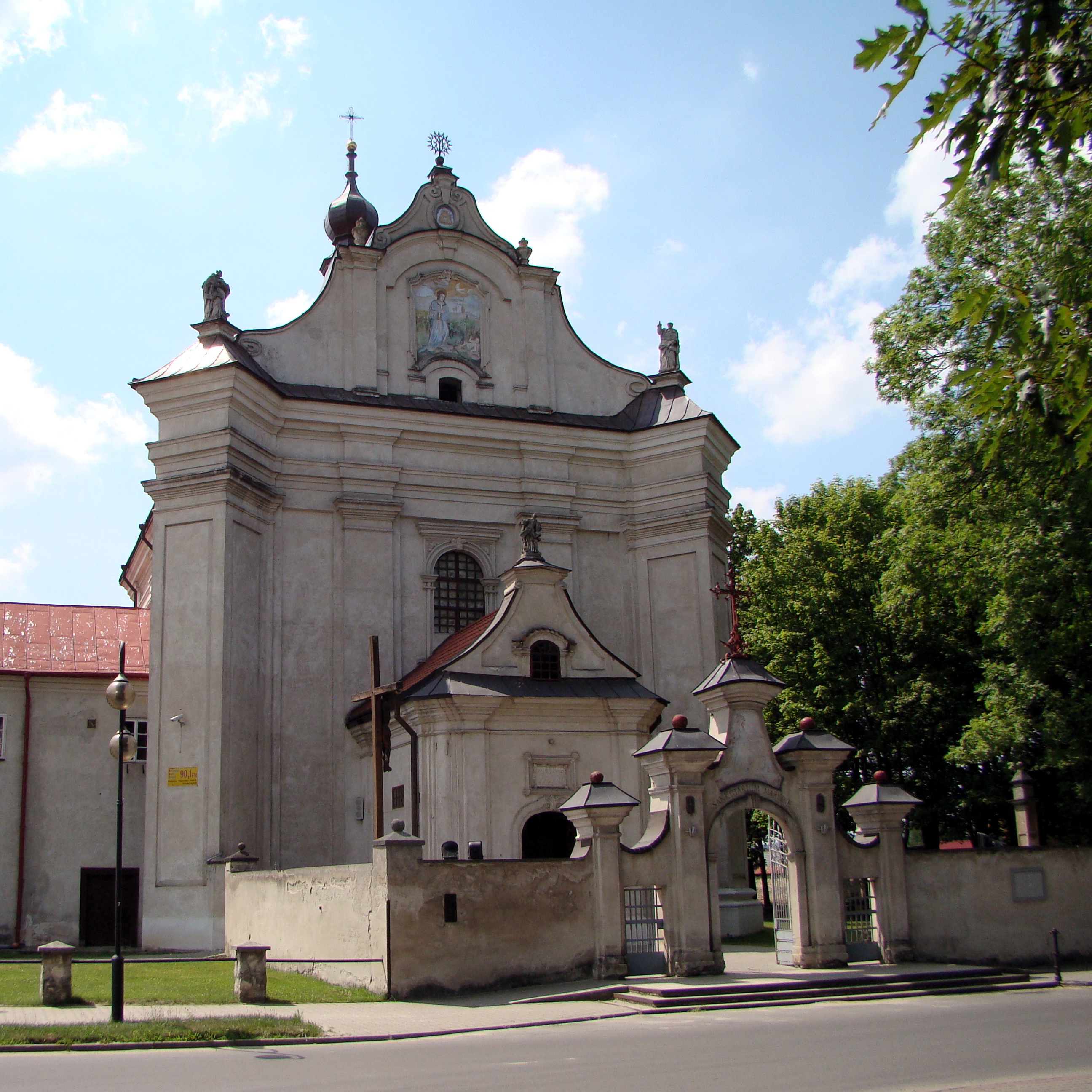
Igreja paroquial da Visitação da Bem-Aventurada Virgem Maria
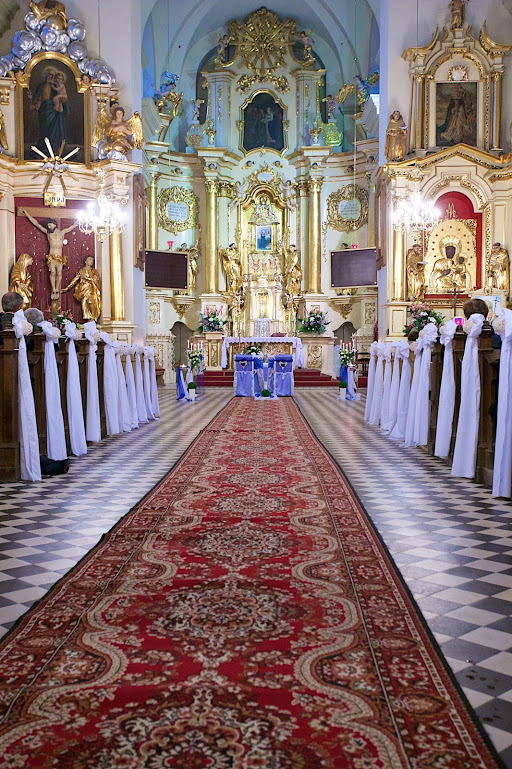
Interior da igreja da Visitação da Bem-Aventurada Virgem Maria
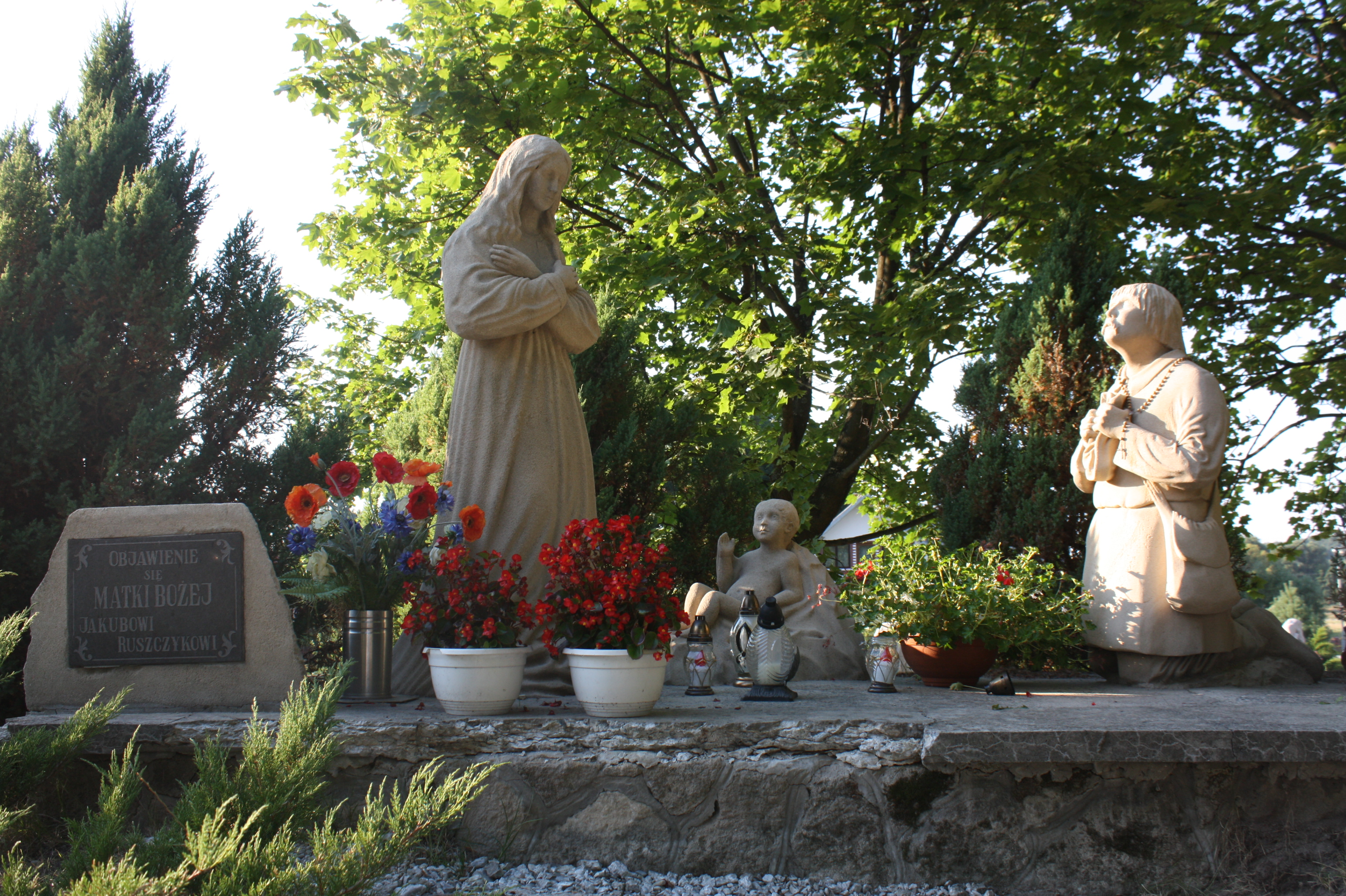
Monumento à revelação da Mãe de Deus a Jakub Ruszczyk
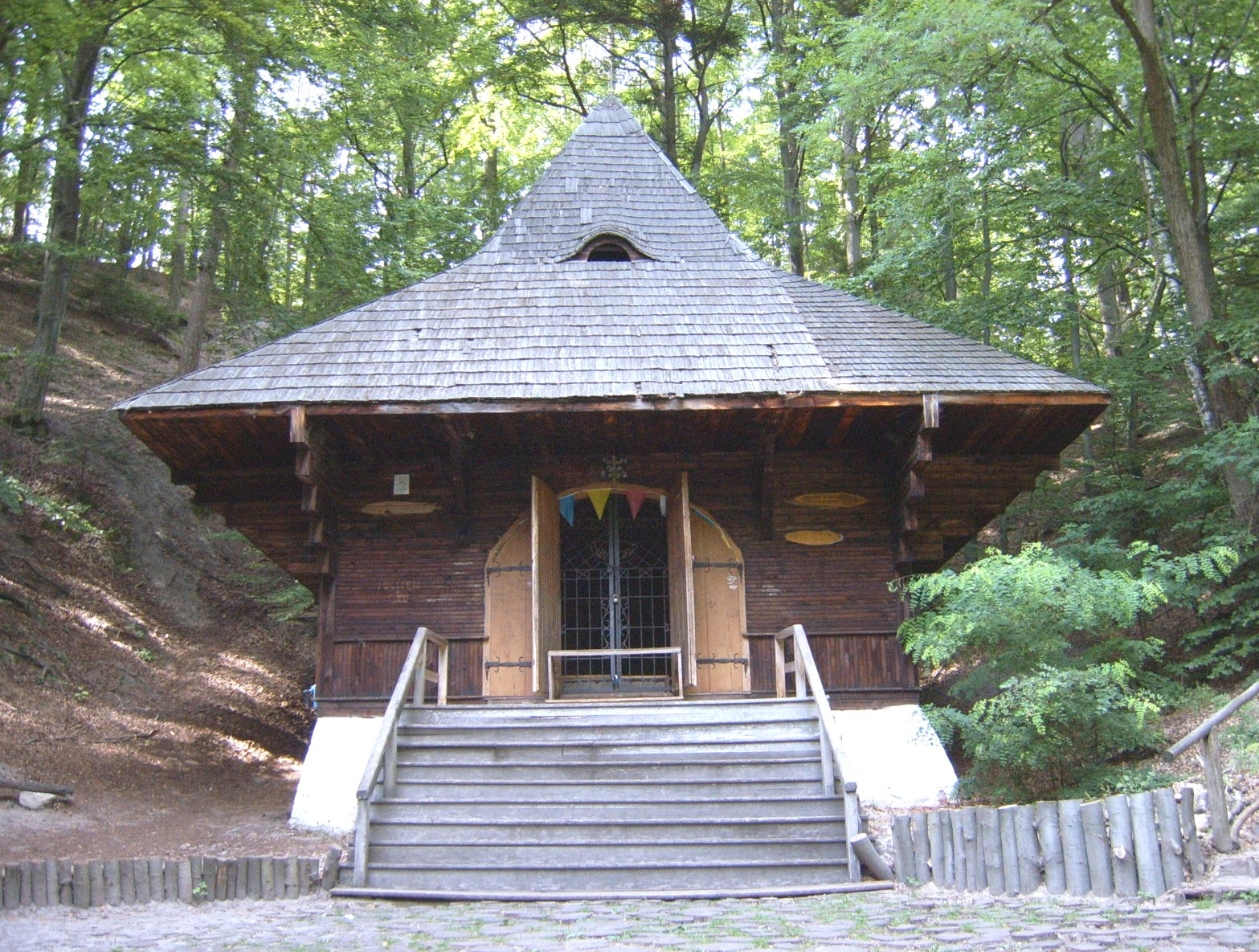
Capela de São Roque
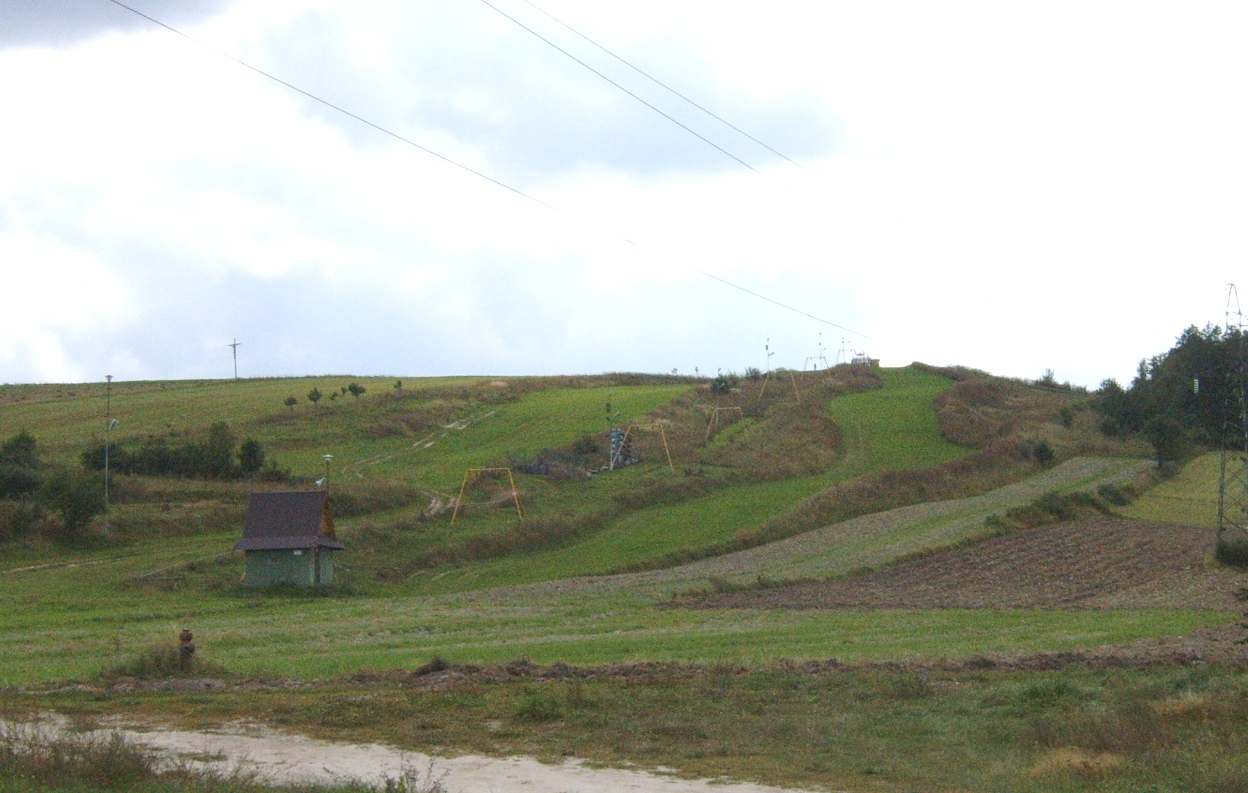
Teleférico
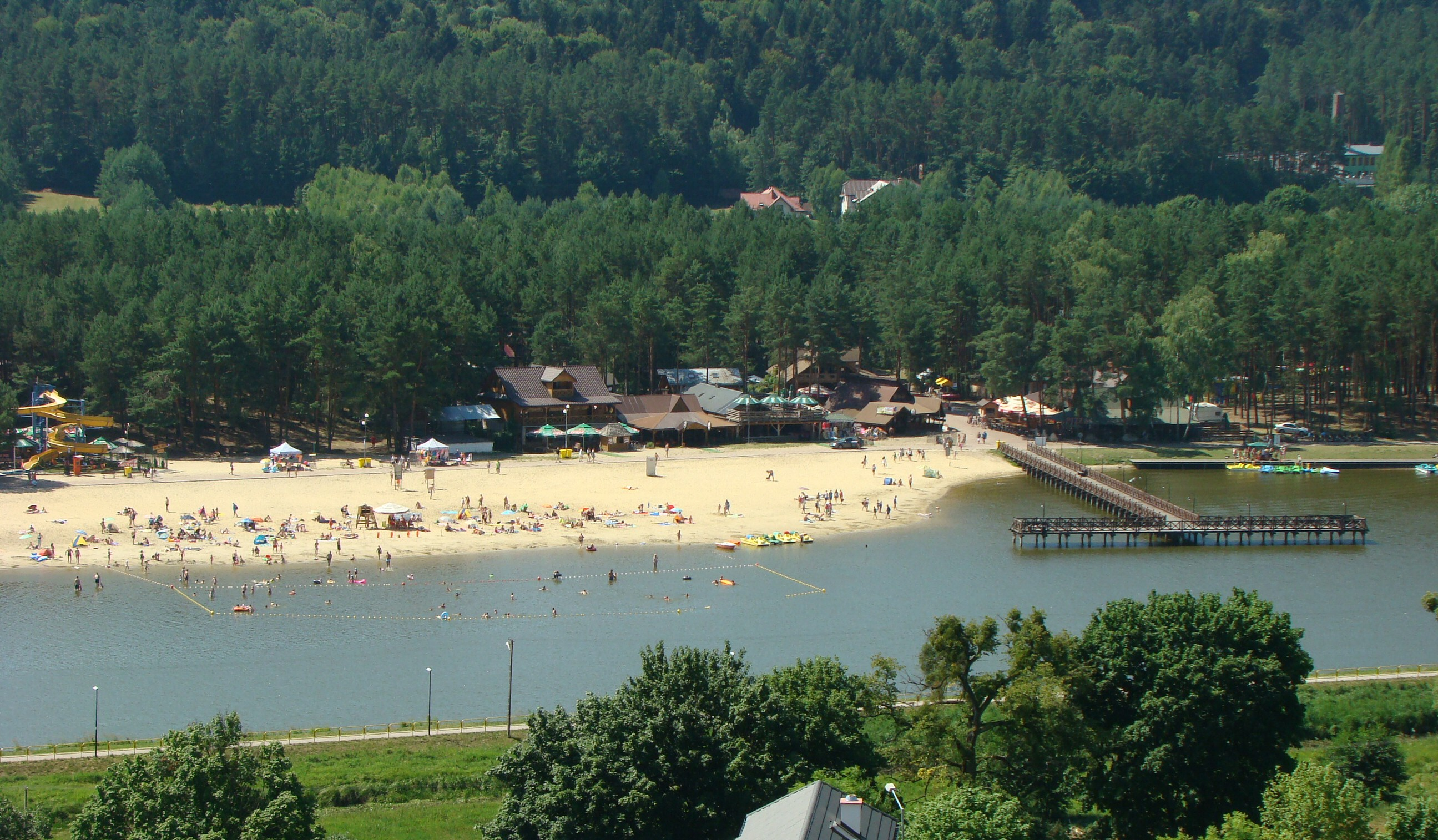
Lagoa
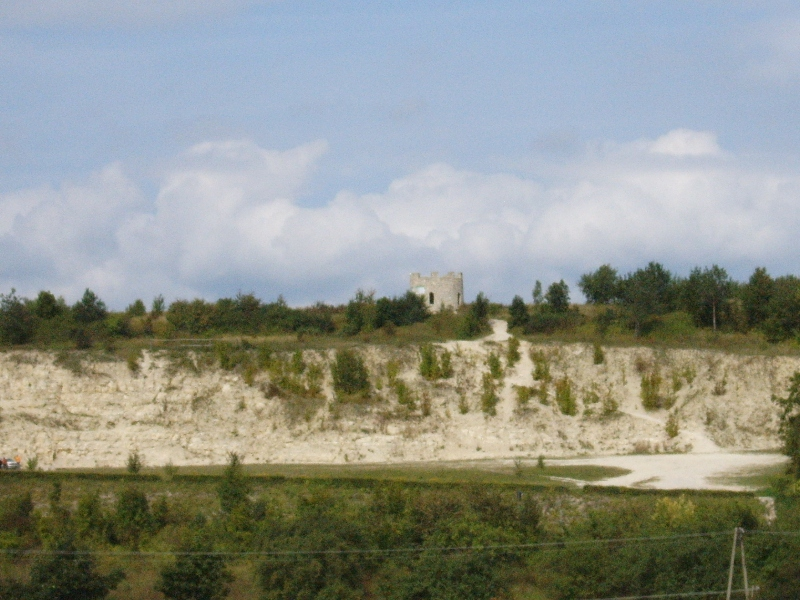
Pedreira com uma torre de vigia no topo
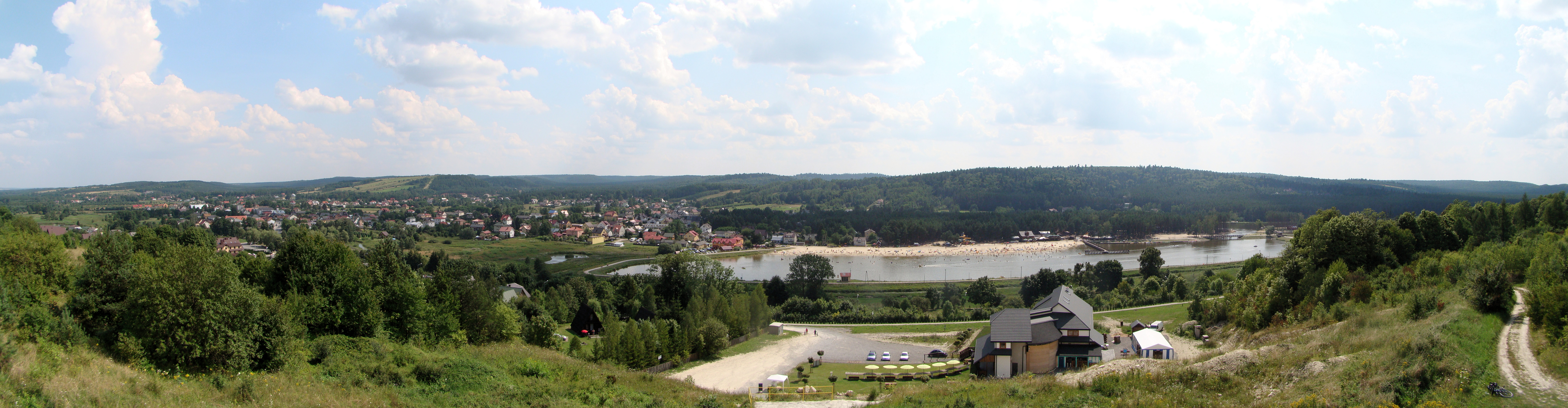
Panorama de Krasnobród − vista da torre de observação
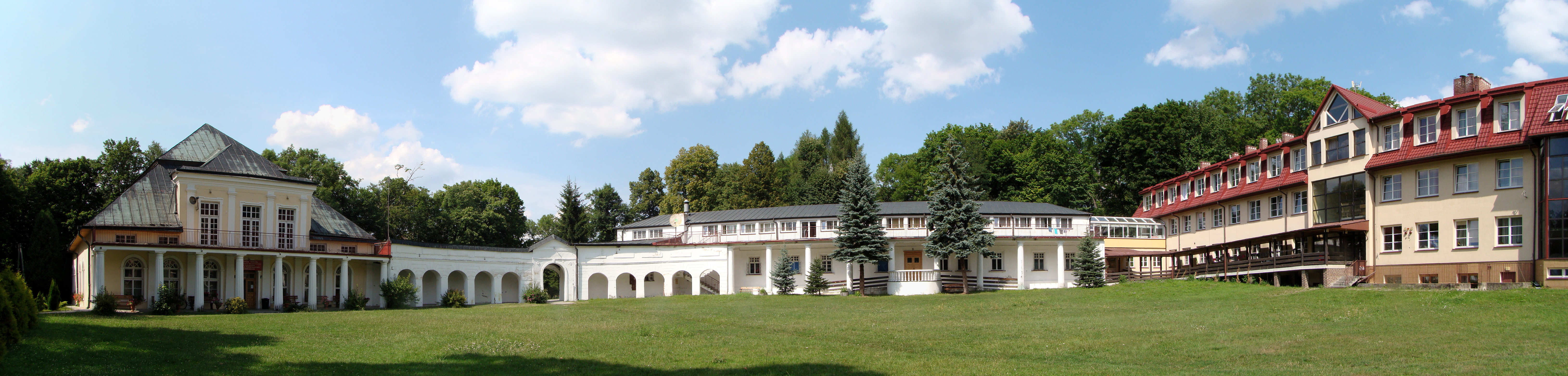
Sanatório infantil em Krasnobród, antigo complexo do palácio Fudakowski